# Antiguanisch-deutsche Beziehungen
Die Antiguanisch-deutschen Beziehungen sind das zwischenstaatliche Verhältnis zwischen Antigua und Barbuda und Deutschland. Diplomatischen Beziehungen wurden am 11. März 1982 aufgenommen und gestalten sich seither freundschaftlich und konfliktfrei. Die Kooperation beider Länder konzentriert sich vor allem auf einzelne Projekte in den Bereichen Entwicklung, Kultur und multilaterale Zusammenarbeit, insbesondere innerhalb der Vereinten Nationen. Zuständig für die diplomatischen Beziehungen mit dem Land ist die deutsche Botschaft in Port of Spain (Trinidad und Tobago). Zusätzlich ist ein deutscher Honorarkonsul in Antigua und Barbuda tätig. Vonseiten der Antiguaner ist die antiguanische Botschaft in London mit der Pflege der Beziehungen zu Deutschland betraut, wobei in Deutschland ein Honorarkonsul in München tätig ist.
Im deutschsprachigen Raum wurden Antigua 1790 durch die übersetzten Reisebeschreibungen von John Luffman bekannt, es gab jedoch wenige Kontakte während der Kolonialzeit. Der deutsche Rudi Gutendorf wurde 1976 kurzzeitig Trainer der Antiguanischen Fußballnationalmannschaft. Nach der Aufnahme diplomatischer Beziehungen zur BRD im Jahre 1982 wurde 2001 ein Investitionsschutzabkommen geschlossen. Darüber hinaus trat 2012 ein bilaterales Abkommen in Kraft, das den gegenseitigen Austausch von steuerrelevanten Informationen regelte. Antigua und Barbuda und Deutschland sind außerdem in verschiedene regionale Handels- und Kooperationsabkommen eingebunden, etwa im Rahmen der Partnerschaft der Europäischen Union mit den AKP-Staaten sowie dem CARIFORUM.
Die wirtschaftlichen Kontakte zwischen den beiden Staaten sind bislang begrenzt. Eine gewisse wirtschaftliche Bedeutung kommt jedoch dem Tourismus zu, da deutsche Reisende regelmäßig Antigua und Barbuda besuchen, vor allem im Rahmen von Kreuzfahrten.  2024 lagen die deutschen Warenexporte nach Antigua und Barbuda bei 19,9 Millionen Euro und die Importe aus dem Land bei 28,6 Millionen Euro. In der Rangliste der deutschen Handelspartner nahm Antigua und Barbuda damit Rang 163 ein. Von Seiten des Karibikstaats werden hauptsächlich landwirtschaftliche Erzeugnisse nach Deutschland exportiert.
Über die Zusammenarbeit mit der Karibischen Gemeinschaft kam Antigua und Barbuda deutsche Entwicklungshilfe im Bereich nachhaltige Entwicklung und Umweltschutz zugute. Nach dem verheerenden Hurrikan Irma im Jahr 2017 leistete Deutschland dem Land humanitäre Hilfen.